# Université de Rouen-Normandie
L'université de Rouen-Normandie (auparavant université de Rouen), est une université internationale française, basée à Rouen en Normandie.
Elle regroupe 6 UFR (liste des sites), 2 IUT, 2 instituts (IAE, IPAG), 1 Institut supérieur du professorat et de l’éducation (INSPÉ) et une école d'ingénieurs (ESITech). Outre ses locaux basés à Rouen et son agglomération, elle possède plusieurs antennes universitaires à Évreux et Elbeuf. Sa population estudiantine est d'environ 25 000 étudiants.

## Histoire

### Moyen Âge
Très tôt (IXe siècle), on trouve à Rouen un enseignement de disciplines littéraires, prodigué notamment dans l'entourage de l'Archevêque Robert. Mais il faut attendre le XIe siècle pour voir apparaître une véritable école capitulaire dédiée à l'enseignement du trivium et du quadrivium. Les écoles Rouennaise ne se constitueront pas en Université.

### Renaissance et Ancien régime
La renaissance n'est pas marquée par une avancée considérable dans le champ de l'enseignement supérieur. Les milieux artistiques et littéraires se développent, soutenus par un mécénat puissant, mais le contexte troublé des guerres de religions empêche le développement d'une université. La plus grande partie de l'enseignement est alors assurée par les Jésuites, qui fondent le collège de Bourbon dans les années 1565-1604. Cette fondation est suivie de celle du Collège de Médecine, premier embryon de centre universitaire, en 1605.

### XIXe siècle
C'est sous la restauration et le second empire qu'est créé un véritable réseau d'études supérieures à Rouen. Louis-Philippe Ier, le premier, crée le 12 mars 1841  l'École préparatoire de médecine et pharmacie de Rouen. La majorité des cours ont lieu rue des Arsins puis dans l'enclave Sainte-Marie à partir de 1854. L'amphithéâtre de physique occupait l'actuel théâtre des 2 Rives. Puis, en 1855, Napoléon III crée l'Ecole supérieure des Sciences et Lettres, à l'emplacement de l'actuel musée beauvoisine.

### Époque contemporaine
Les cours supérieures de droit sont créées en 1924. Puis, de 1955 à 1966, les différentes facultés composant l'actuelle université sont créées. Le statut d' "Université" est reconnu à l'Université de Rouen en 1966. (voir chrono infra).

### Chronologie

#### Avant 1966: lent développement des études supérieures rouennaises[7]
(janvier 2016).
- XIe siècle : première école capitulaire connue pour la ville de Rouen
- 1565-1605 : fondation du collège de Bourbon.
- 1605 : fondation du collège de médecine
- 1841 : le 12 mars, Louis-Philippe Ier crée par ordonnance l'École préparatoire de médecine et pharmacie de Rouen. La majorité des cours ont lieu rue des Arsins puis dans l'enclave Sainte-Marie à partir de 1854. L'amphithéâtre de physique occupait l'actuel théâtre des 2 Rives.
- 1855 : le 31 mars, Napoléon III crée par décret l'École supérieure des sciences et des lettres[7].
- 1924 : le 25 juillet, sont créées les Cours supérieurs de droit[7].
- 1955 : École de médecine-pharmacie
- 1958 : Collège des sciences
- 1958 : Institut de lettres
- 1961 : Collège littéraire
- 1964 : Le Conseil de l'université de Caen approuve, à la suite d'une délibération du 22 juin 1963, la création par décret du 17 septembre 1964 d'un collège universitaire de droit et des sciences économiques à Rouen, à compter du 1er octobre 1964[8]
- 1965 : Faculté des sciences
- 1965 : Faculté des lettres
- 1965 : Collège de droit
- 1966 : Faculté de médecine-pharmacie

#### Post 1966: Création de l'université et développement
(janvier 2016).
- 1966 : création de l'université de Rouen, par scission d'avec l'université de Caen Basse-Normandie, sous l'impulsion notamment de la Fédération des étudiants de Rouen, pourtant proche par ses membres, du Mouvement normand
- 1966 : création de l'IUT de Rouen, l'un des premiers IUT de France
- 1968 : Faculté de droit
- 1968 : UFR de psychologie
- 1992 : UFR Sciences et techniques des activités physiques et sportives
- 1995 : ouverture d'un IUT à Évreux
- 1996 : pose de la première pierre de la faculté de médecine-pharmacie (Rouen - quartier Martainville). Création de deux autres IUP : management et gestion des entreprises, Génie électrique et informatique industrielle
- 1997 : inauguration du bâtiment de l'Institut de recherche en chimie organique fine (IRCOF)
- 1999 : inauguration de l'UFR de médecine-pharmacie à Martainville (proche du centre hospitalier universitaire de Rouen). Ouverture d'un Département d'IUT à Elbeuf
- 2004 : inauguration de la première tranche et pose de la première pierre de la seconde tranche de l'Institut des matériaux de l'UFR Sciences et techniques du Madrillet.
- 2010 : extension de la faculté de médecine-pharmacie rue du Professeur-Stewart avec notamment la construction d'un amphithéâtre de 500 places et deux autres de 210 places (amphithéâtre 210A et 210B).
- 2014 : création de l'école d'ingénieur interne ESITech
- 2022 : Nouveau département d'odontologie au sein du bâtiment Travaux Pratiques de la faculté de médecine-pharmacie à Martainville[9].

### Présidents
| Identité                            | Période | Période          | Durée |
| Identité                            | Début   | Fin              | Durée |
| ----------------------------------- | ------- | ---------------- | ----- |
| Maurice Maisonnet (d) (1926 - 2006) | 1971    | 1976             | 5 ans |
| Paul Rollin (en) (1932 - 2003)      | 1976    | 1981             | 5 ans |
| Bernard Maitrot (d) (1937 - 2021)   | 1981    | 1986             | 5 ans |
| Dominique Gambier, (né en 1947)     | 1986    | 1988 (démission) | 2 ans |
| Patrick Boucly (d) (1946 - 2001)    | 1988    | 1993             | 5 ans |
| Jean-Marie Carpentier (d)           | 1993    | 1997 (démission) | 4 ans |
| Ernest Gibert (d) (né en 1942)      | 1997    | 2002             | 5 ans |
| Jean-Luc Nahel (d)                  | 2002    | 2007             | 5 ans |
| Cafer Özkul (d), (né en 1951)       | 2007    | 2016             | 9 ans |
| Joël Alexandre (d) (né en 1957)     | 2016    | 2023 (démission) | 7 ans |
| Laurent Yon (d) (né en 1963)        | 2023    | En cours         | 2 ans |

## Composantes
L'université compte six UFR, cinq instituts et une école interne.

### Unités de formation et de recherche
L'université compte 6 UFR, elles ont la charge de l'enseignement des étudiants de 1er et 2e cycle, et d'une partie des activités de recherche.
- UFR Droit, Sciences économiques et Gestion
- UFR Lettres et Sciences humaines
- UFR Santé
- UFR Sciences de l'homme et de la société
- UFR Sciences et techniques[22]
- UFR STAPS

### Instituts d'enseignement

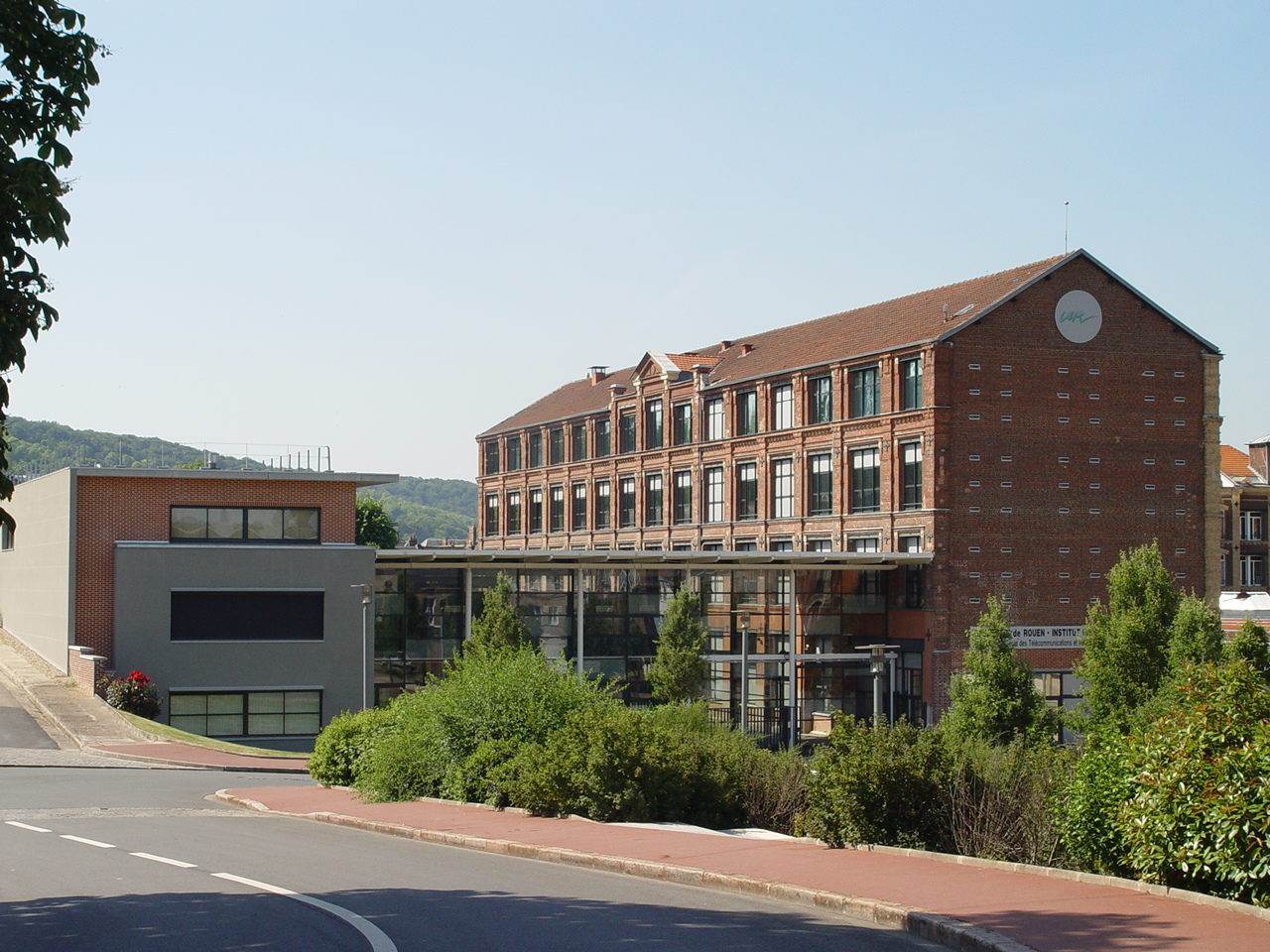
L'IUT de Rouen à Elbeuf.

L'université compte cinq instituts chargés d'enseignement, dont deux IUT.
- IUT de Rouen
- IUT d'Évreux
- Institut d'administration des entreprises
- Institut de préparation à l'administration générale
- INSPE Normandie Rouen

### École interne
- ESITech, École Supérieure d'Ingénieur en Technologies Innovantes, interne à l'Université de Rouen et en convention avec l'INSA Rouen Normandie[23].

L'Université de Rouen Normandie fait également partie du projet XL-Chem École Universitaire de Recherche, qui a bénéficié d’une aide de l’État gérée par l’Agence Nationale de la Recherche.

### Écoles doctorales
L'université est habilitée pour six écoles doctorales. Elles ont la charge de la formation et du suivi des étudiants de troisième cycle.
- ED Normande de Chimie ED 508
- ED normande de Biologie intégrative, Santé, Environnement
- ED Mathématiques, Information, Ingénierie des Systèmes ED 590
- ED Physique, Sciences de l'Ingénieur, Matériaux, Énergie ED 591
- ED Homme, Sociétés, Risques, Territoire ED 556
- ED Histoire Mémoire Patrimoine Langage ED 558
- ED Économie Gestion Normandie
- ED Droit Normandie.

## Implantations
L'université est principalement située dans la métropole de Rouen, mais dispose aussi d'implantations dans d'autres villes de la région.
- Agglomération de Rouen :
  - Mont-Saint-Aignan (UFR Lettres et Sciences humaines, UFR Sciences du sport et de l'éducation physique, UFR Sciences de l'homme et de la société, UFR Sciences et Techniques)
  - Pasteur (Rouen) (UFR de Droit, Sciences Économiques et Gestion et IUT de Rouen)
  - Martainville (Rouen) (UFR de médecine-pharmacie)
  - Technopôle du Madrillet, à Saint-Étienne-du-Rouvray
- Elbeuf (Institut universitaire de technologie de Rouen antenne d'Elbeuf)
- Évreux : Centre universitaire d'Évreux et IUT d’Évreux.

## Enseignement et recherche

### Fonds documentaires
- Bibliothèques universitaires en six sections Lettres, Médecine-pharmacie, Sciences Mont-Saint-Aignan, Sciences Madrillet et Sciences du Tertiaire Pasteur (7 000 m2)
- Au sein de l'UFR de Lettres et Sciences humaines : le Pôle documentaire Langues et civilisations, le Pôle documentaire Sciences humaines et sociales (principalement pour les historiens, géographes et philosophes), la Bibliothèque de lettres modernes, la Bibliothèque de lettres classiques, le CETAS (Centre d'études transdisciplinaires anglo-saxonnes), la Bibliothèque DESCILAC (Département sciences du langage et de la communication), ERIAC (études canadiennes, germaniques…)
- Évreux

### Activité de recherche

#### Laboratoires de l'université
- Complexe de recherche interprofessionnel en aérothermochimie (CORIA)
- Groupe de Recherche Rouennais en Informatique Fondamentale (GR²IF)
- GRHIS (Groupe de Recherche en Histoire)
- Groupe Physique des matériaux
- Institut fédératif de recherches multidisciplinaires sur les peptides
- Institut de recherche en chimie organique fine
- Laboratoire de Mathématiques Raphaël Salem
- Polymères, biopolymères et surfaces
- Laboratoire Sciences et Méthodes Séparatives (SMS)
- Laboratoire d'informatique, de traitement de l'information et des systèmes (LITIS)
- Centre interdisciplinaire de recherche normand en éducation et formation (Cirnef), anciennement centre interdisciplinaire de recherches sur les valeurs, les idées, les identités et les compétences en Éducation et en formation (Cirviicef)[24]
- Psychologie et Neurosciences de la Cognition et de l'Affectivité
- Laboratoire de Psychologie et Neurosciences : Intégration COgnitive, du NEurone à la Société
- Dynamique Sociale et Langagière
- Institut de Recherche Interdisciplinaire Homme et Société
- Centre d'Études des Transformations des Activités Physiques et Sportives -CETAPS[25]
- Laboratoire de sciences végétales
- Équipe de Recherche Interdisciplinaire des Aires Culturelles (ERIAC)[26].

#### Scientométrie
Elle est classée 875e au classement mondial 2015 « Ranking Web of World Universities » et 757e en termes d'excellence qui classe 6 000 écoles et universités en fonction du volume et de la qualité de leurs publications électroniques.

## Vie étudiante

### Évolution démographique
| 1992   | 1993   | 1994   | 1995   | 1996   | 2000   | 2001   | 2002   |
| ------ | ------ | ------ | ------ | ------ | ------ | ------ | ------ |
| 21 859 | 24 467 | 25 329 | 25 094 | 23 738 | 23 988 | 22 867 | 23 846 |

| 2003   | 2004   | 2005   | 2006   | 2007   | 2008   | 2009   | 2010   |
| ------ | ------ | ------ | ------ | ------ | ------ | ------ | ------ |
| 24 040 | 23 873 | 23 912 | 23 451 | 22 290 | 23 280 | 24 201 | 23 942 |

| 2011   | 2012   | 2016   | 2017   | 2018   | 2019   | 2020   | 2021   |
| ------ | ------ | ------ | ------ | ------ | ------ | ------ | ------ |
| 24 145 | 25 220 | 27 995 | 28 460 | 28 997 | 29 805 | 31 053 | 31 429 |

| 2022   | - | - | - | - | - | - | - |
| ------ | - | - | - | - | - | - | - |
| 31 002 | - | - | - | - | - | - | - |

### Activités culturelles
- Animations du campus : médiathèque, festival de courts-métrages, théâtre d'improvisation, journal de la fac (depuis octobre 2008), jeux de rôle et jeux de société, associations de filières et de résidences…

## Personnalités liées à l'université

### Étudiants
- Alexandre Benalla, homme d'affaires
- Vincent Delerm, chanteur français
- Annie Ernaux, auteure, prix Renaudot 1984, prix Nobel de littérature 2022
- Gérard Filoche, homme politique
- Franz-Olivier Giesbert, journaliste et écrivain
- Nihel Ghoul, volleyeuse professionnelle internationale
- Jean-Pierre Jouyet, secrétaire général de l'Élysée
- Robert Lecourt, ministre de la justice, président de la Cour de justice des Communautés européennes
- Claudine Loquen, artiste peintre, sculptrice, illustratrice
- Pascal Wintzer, évêque
- Bruno Putzulu, acteur et chanteur

## Identité visuelle
Au cours de l'année 2011, l'université de Rouen s'est mise en recherche d'une nouvelle identité visuelle et le conseil d'administration a décidé de lancer une grande consultation auprès des professionnels et des étudiants pour se doter d'un nouveau logotype. Plusieurs ébauches ont été émises à partir du deuxième semestre de l'année 2011 avant que le conseil d'administration ne valide, le 13 décembre 2011, un logo définitif, entrant en service à partir du mois de janvier 2012.

Logo jusqu'en juin 2011.
Logo de juin à août 2011.
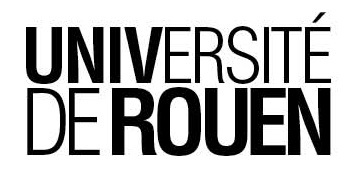
Logo de septembre à décembre 2011.
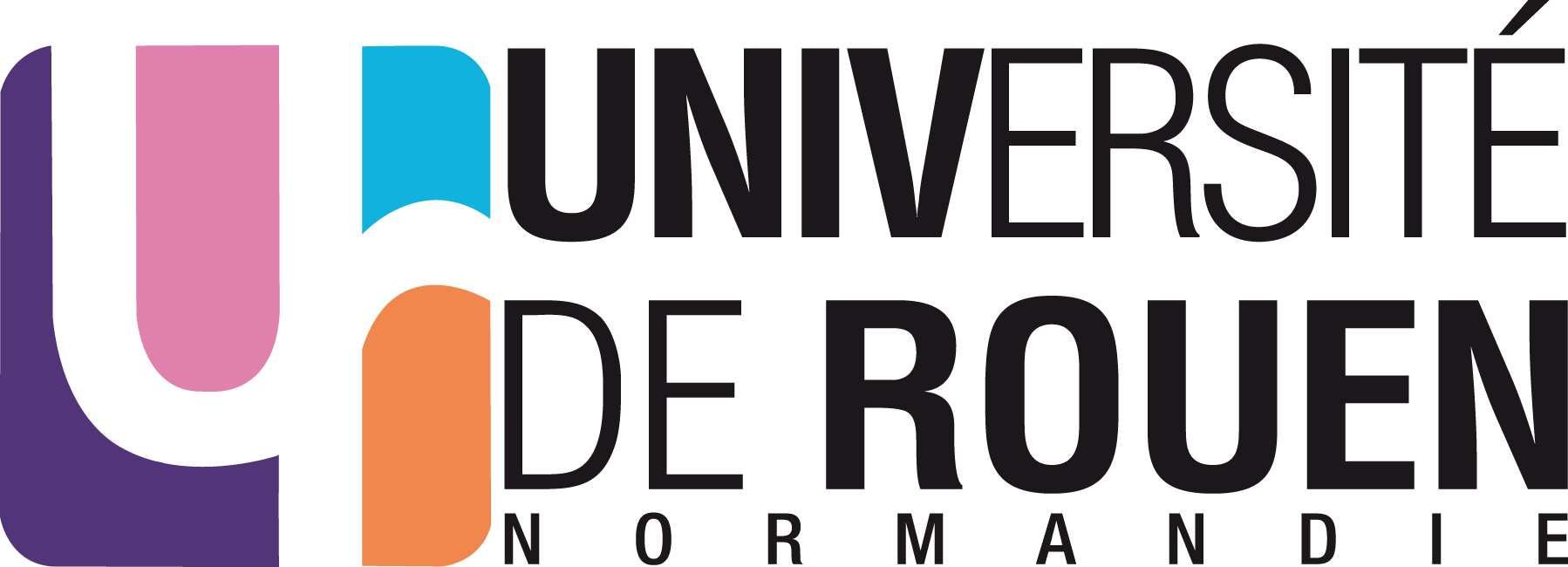
Logo depuis janvier 2012.